# Tibenham
Tibenham – wieś w Anglii, w hrabstwie Norfolk, w dystrykcie South Norfolk. Leży 21 km na południowy zachód od Norwich i 138 km na północny wschód od Londynu. Miejscowość liczy 453 mieszkańców.